# Heteroponera microps
Heteroponera microps är en myrart som beskrevs av Borgmeier 1957. Heteroponera microps ingår i släktet Heteroponera och familjen myror. Inga underarter finns listade i Catalogue of Life.

## Bildgalleri

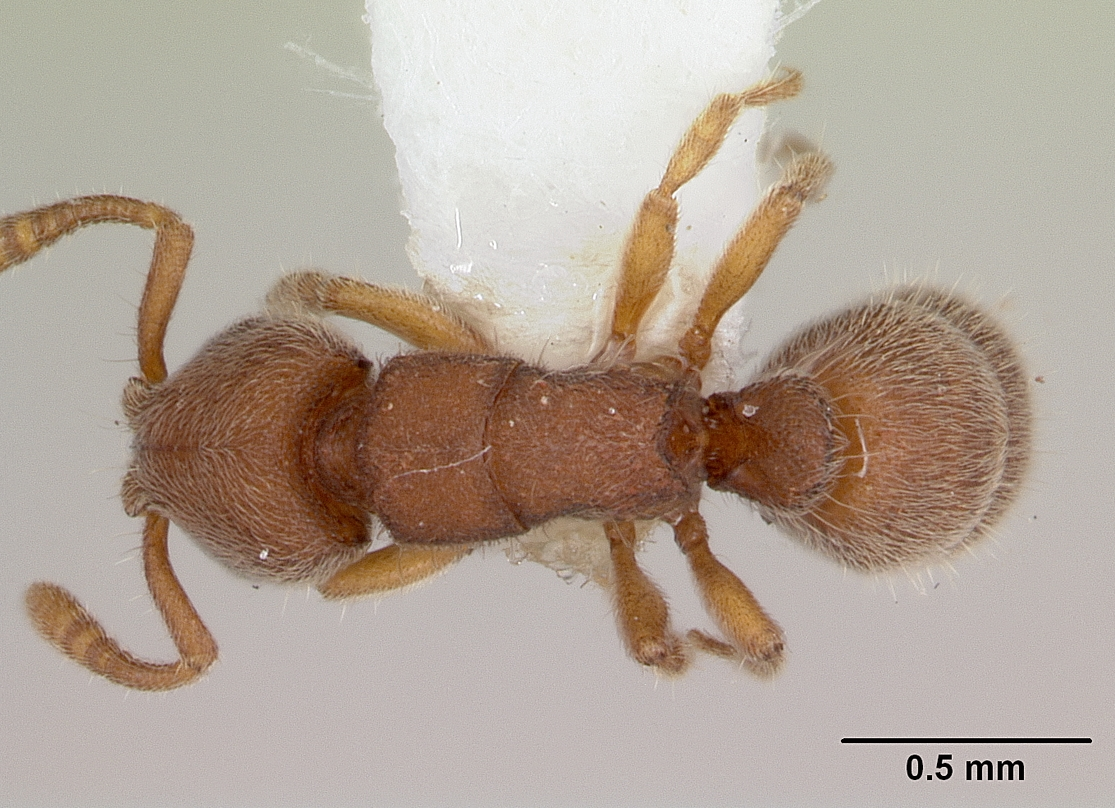
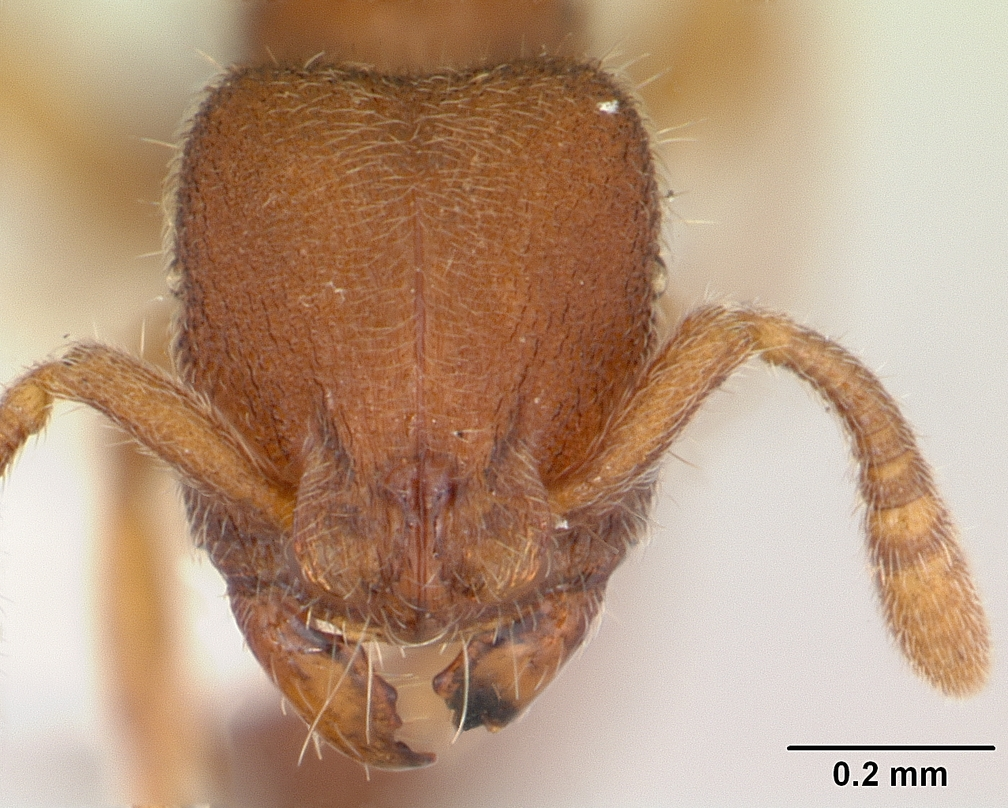
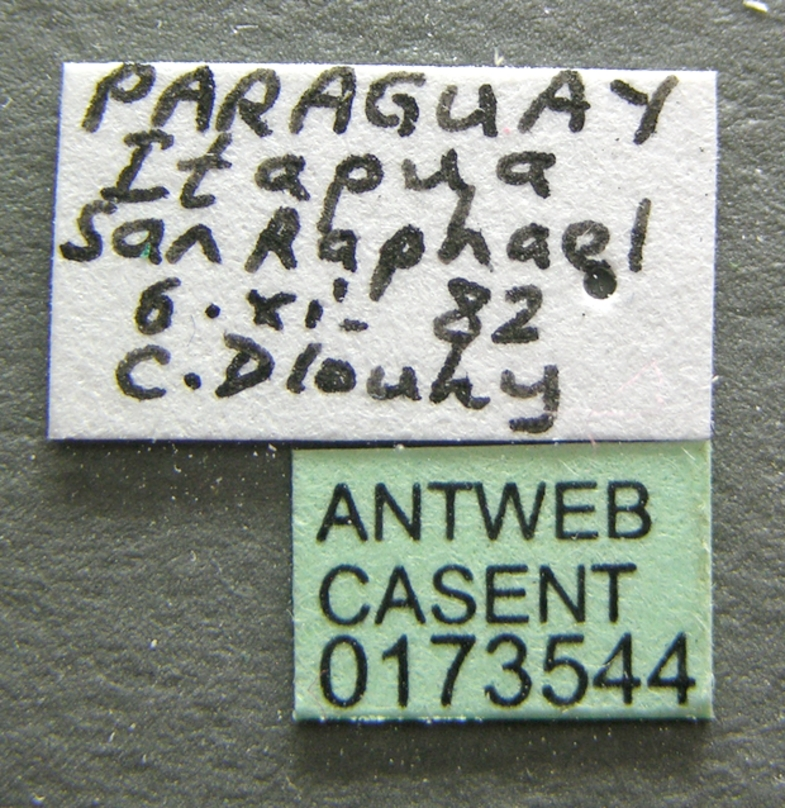
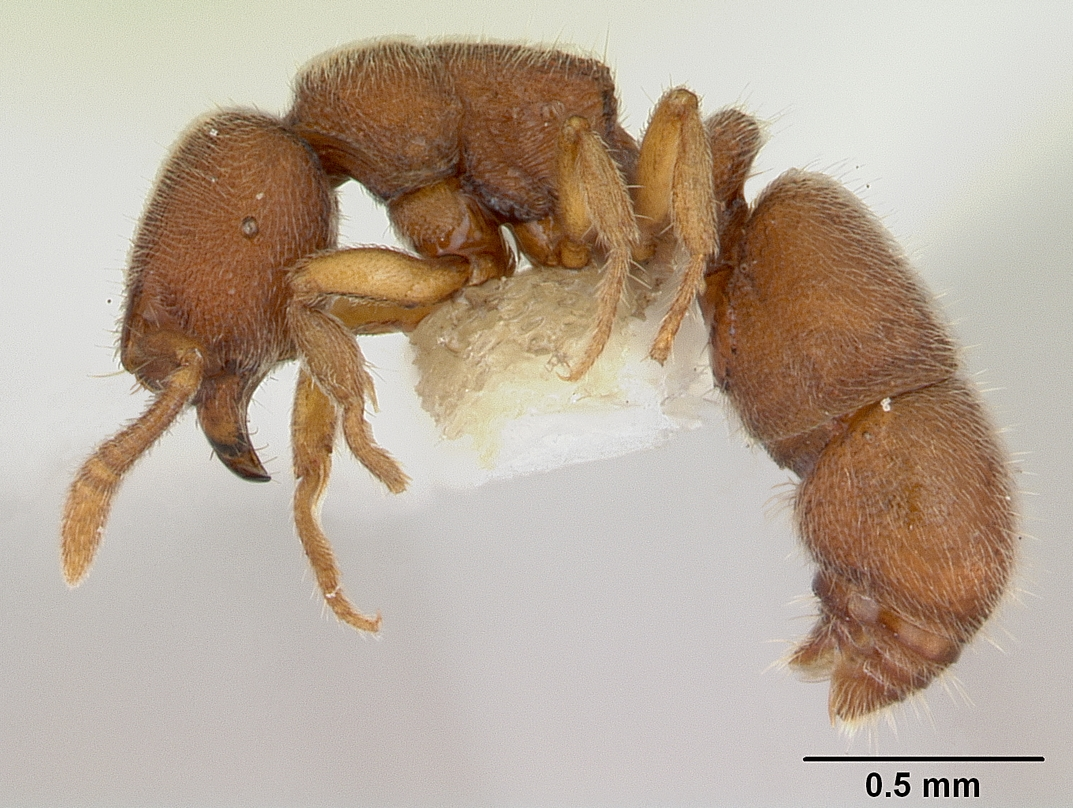